# Johann Baptist Kolb
Johann Baptist Kolb (* 24. Oktober 1774 in Meersburg; † 18. Mai 1816 in Freiburg im Breisgau) war ein badischer Archivar und Historiker.

## Leben
Kolb wurde als neuntes Kind des Archivars Christoph Leopold Kolb und dessen Ehefrau Johanna von Schmidtfelden geboren. Der Vater stand in Meersburg in Diensten des Konstanzer Fürstbischofs, Karl Theodor von Dalberg. Nach dem Besuch des Lyceums in Konstanz studierte er in Freiburg Geschichte. Er wurde 1795 zunächst Gehilfe und dann Nachfolger seines Vaters als Archivar. Nachdem das Hochstift Konstanz 1802 im Vorgriff auf den Reichsdeputationshauptschluss säkularisiert wurde, trat Kolb in den Dienst des Kurfürstentum Baden, später des Großherzogtum Baden. Er errichtete aus den Dokumenten der aufgehobenen Klöster der nunmehr badischen Bodenseeregion in Meersburg ein Provinzialarchiv. 1808 wurde er Vorstand des oberrheinischen Archivs in Freiburg.
Sein Hauptwerk ist das Historisch-statistisch-topographisches Lexicon von dem Großherzogthum Baden, dessen erste zwei Bände 1813 und 1814 in Karlsruhe im Verlag der Carl Friedrich Macklot'schen Hofbuchhandlung und Hofbuchdruckerey und der dritte 1816 in Karlsruhe im Verlag Gottlieb Braun erschienen. Kolb wechselte nach der Herausgabe der ersten beiden Bände den Verleger, da er sich aus wirtschaftlichen Gründen eingeengt fühlte und das Lexikon ausführlicher gestalten wollte.
Ein geplanter Ergänzungsband wurde nicht mehr herausgegeben, da Kolb vier Monate nach dem Erscheinen des dritten Bandes an Überanstrengung starb. Das Werk fand große Zustimmung, aber auch konstruktive Kritik, wie sie Lorenz Oken in einem Briefentwurf formulierte. Sein wichtigster Förderer war der badische Staatsrat Johann Nicolaus Friedrich Brauer, dem Kolb sein Werk widmete.
Kolb konnte damals nur auf wenige Vorarbeiten zurückgreifen. Dazu gehörten Iselins Neu-vermehrtes Historisch- und Geographisches Allgemeines Lexicon, Röders Geographisches Statistisch-Topographisches Lexikon von Schwaben, und Die Badische Markgraffschaft von Schmidt. Die Archive von Freiburg, Karlsruhe und Mannheim, sowie die Bezirks- und Pfarrämter waren weitere Quellen.
Sein Werk war die erste Beschreibung des neu gebildeten Großherzogtums Baden und war für Jahrzehnte das entsprechende Standardwerk. Noch 1863 bezog sich der damals gegründete Verein für Ortsbeschreibung im Großherzogtume Baden auf Kolb, dessen Werk auf eine „wissenschaftlicheren und eingehenderen Weise“ fortgesetzt werden sollte.

## Schriften
- Historisch-statistisch-topographisches Lexicon von dem Großherzogthum Baden enthaltend in alphabetischer Ordnung eine vollständige Beschreibung aller Festungen, Städte, Flecken, Dörfer, Schlösser, Klöster, Stifter, Weiler, Höfe, Zinken, Berge, Thäler, Häfen, Seen, Flüsse, Handelsplätze, Fabrikörter, Gesundbrunnen, Bäder und überhaupt aller in irgendeiner Hinsicht bemerkenswerthen Ortschaften und Gegenden des Großherzogthums Baden, nebst Anzeige ihrer Lage, Entfernung, vormaligen und jetzigen Beschaffenheit, und aller ihrer Natur- und Kunstmerkwürdigkeiten.
  - 1. Band (A–G), Karlsruhe 1813 Google Digitalisat
  - 2. Band (H–N), Karlsruhe 1814 Google Digitalisat
  - 3. Band (O–Z), Karlsruhe 1816 Google Digitalisat